# Steinfeld (Harlingerode)
Steinfeld war ein Kriegsarbeiterlager und Auffanglager für Ostvertriebene in den Feldmarken der Gemeinde Harlingerode und der Stadt Oker im damaligen Landkreis Wolfenbüttel vom Zweiten Weltkrieg bis zum 1. April 1960. 

## Geografie
Das Lager befand sich nahe der Bahnstrecke Vienenburg–Goslar am Nordwestrand des Amtes Harzburg. Unweit des Lagers lag die Wüstung Düringerode.
Heutzutage ist Steinfeld die Bezeichnung für ein Gebiet in der nordwestlichen Feldmark von Harlingerode. Es wird gewerblich durch verschiedene rohstoffverarbeitende Betriebe genutzt.

## Geschichte
Die Barackenansiedlung war zunächst für eine Kapazität von 200 Personen ausgelegt. Als durch die Ankunft Heimatvertriebener in der Gemeinde und insbesondere Bergschäden in Göttingerode während der 1950er-Jahre der Ruf nach Neubauten von Wohnungen laut wurde, schlugen Planer des Landes Niedersachsen 1953/54 die Gründung eines dritten Ortsteils an der Stelle der Barackensiedlung vor. Der Vorschlag wurde vom Harlingeröder Gemeinderat abgelehnt, weil die Versorgung eines mehrere Kilometer entfernten Ortes unzumutbar sei und sich die von Bergschäden betroffenen Siedler in Göttingerode dagegen wehrten, nach „Klein-Korea“ zu ziehen, wie man die Ansiedlung in Anspielung auf den Koreakrieg nannte. Das Lager wurde am 1. April 1960 geräumt.